# Jean Lorrain
Jean Lorrain, pseudônimo de Paul Alexandre Martin Duval, foi um escritor francês da Belle Époque de Paris, nascido em Fécamp em 7 de Março de 1855 e falecido em Paris, em 30 de Junho de 1906.
A sua obra numerosa e escandalosa regista os bastidores do vício da sua época. A sua língua ferina e seus artigos cruéis criaram-lhe varias inimizades, entre elas, a do escritor Robert de Montesquiou (1855-1921). O seu estilo decadente teve grande influência no escritor carioca João do Rio (1881-1921). Jean Lorrain foi um dos escritores escandalosos da Belle Époque, tal como Rachilde, Rebell Hugues e Delphi Fabrice. As suas obras podem ser associadas à literatura fin de siécle.

## Biografia

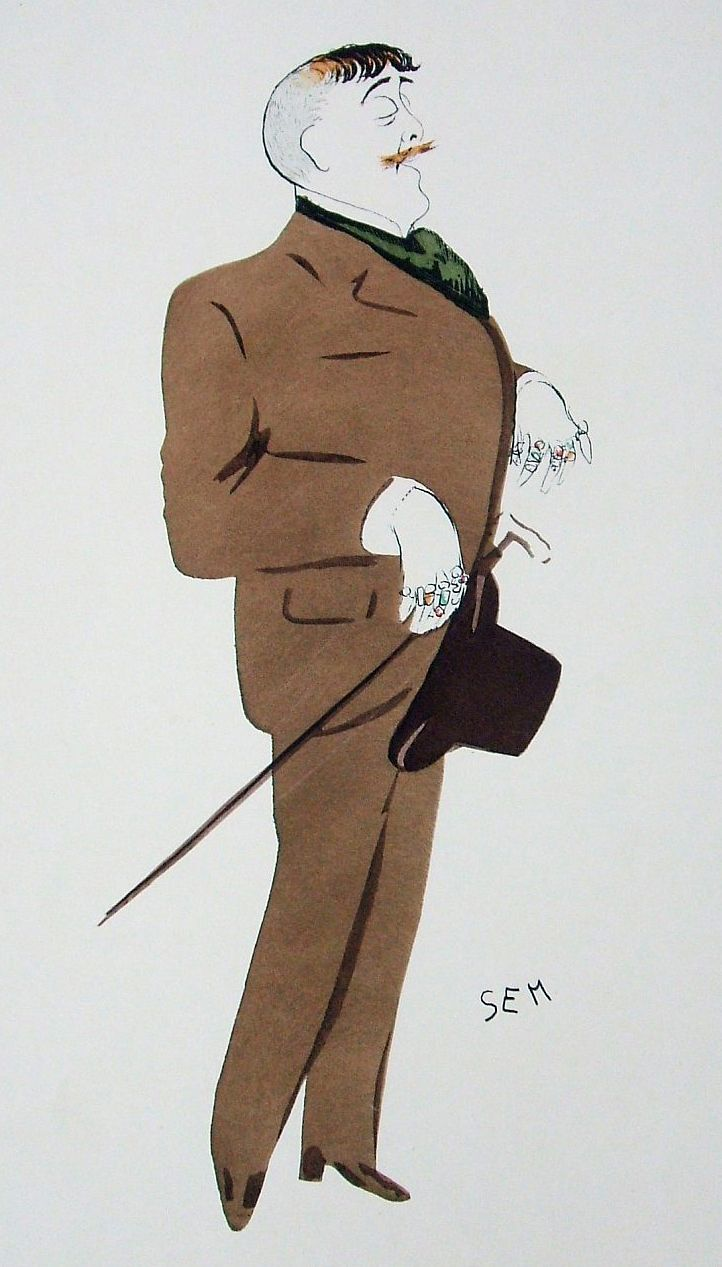
Caricatura de Lorrain por Georges Goursat (1863-1934)

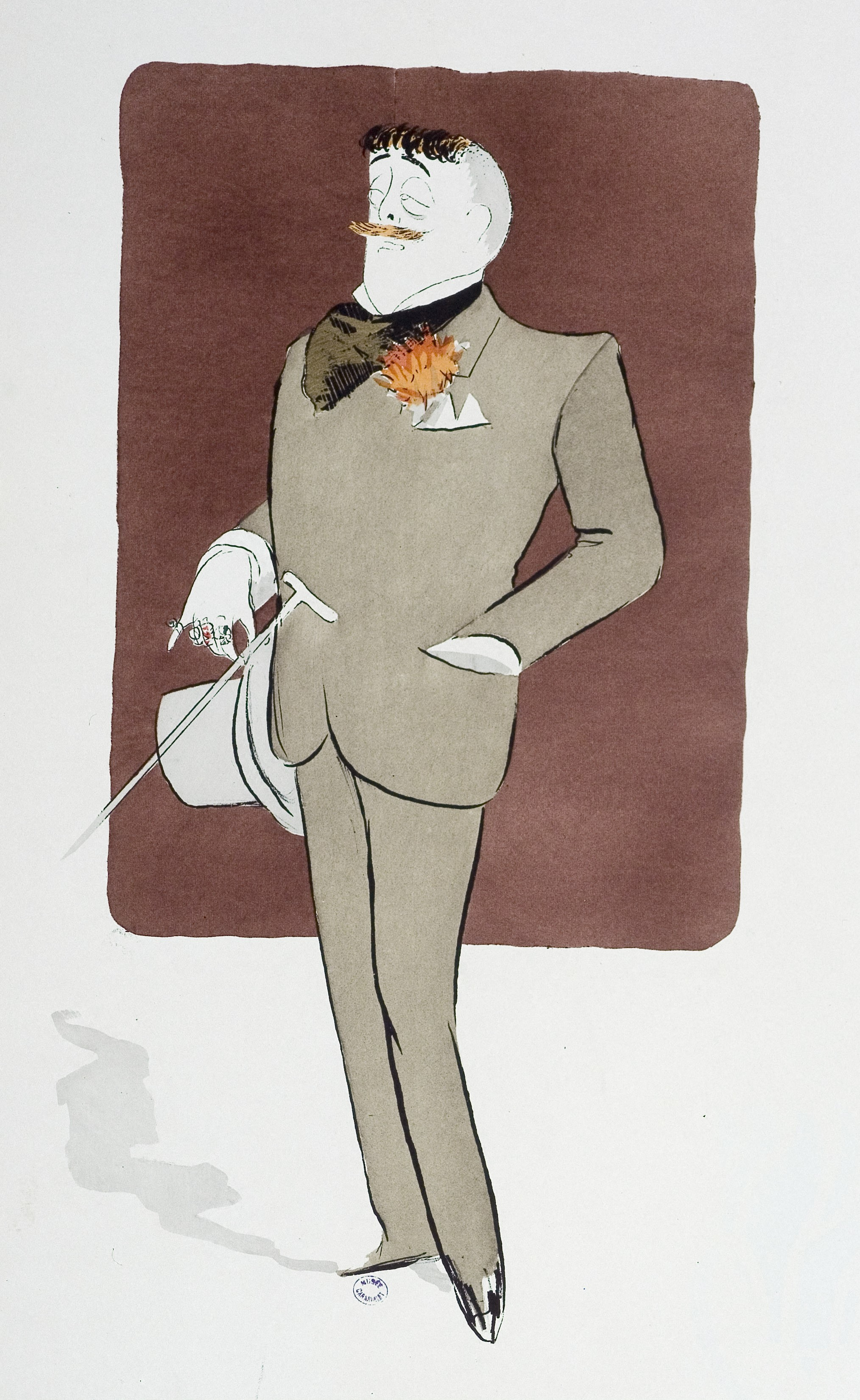
Caricatura de Lorrain por Georges Goursat (1863-1934)

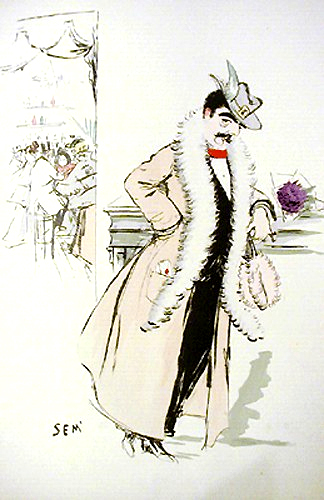
Caricatura de Lorrain por Georges Goursat (1863-1934)

Filho de Amable Duval, armador, e da sua esposa, Pauline Mulat, Paul Duval estudou no Lycée du Prince Impérial de Vanves (1864-1869) e depois como interno no colégio dos dominicanos de Arcueil, o Colégio Albert-le-Grand(1869). Foi então que compôs os seus primeiros versos.
Em 1873, conheceu Judith Gauthier durante as férias em Fécamp: ela não se interessou muito por ele, mas ele ficou literalmente rendido a ela. Em 1875, ofereceu-se como voluntário para o 12 regimento de ×10{{{1}}} hussardos, em Saint-Germain-en-Laye e Rocquencourt. Começou a estudar Direito em Paris em 1876, mas abandonou os estudos em 1878 e passou a frequentar as salas de redação dos jornais e os cafés, bem como o ambiente boémio centrado em Rodolphe Salis e no cabaré Chat Noir, onde conheceu os Hydropathes e os Zutistes, Jean Moréas Maurice Rollinat, Jean Richepin, Émile Goudeau, e outros. Em 1880, teve as suas primeiras crises cardíacas e de hiperventilação e foi morarpara Paris, para um apartamento mobilado de Montmartre.
Em 1882, publicou em edição de autor, a editora Lemerre, o seu primeiro livro de poesia, Le sang des dieux  e colaborou para diversas revistas, como Le Chat Noir  e Le Décadent.  Em 1883, ele publica um novo livro de poesia, La Forêt Bleue,  e frequenta o salão de Charles Buet, onde conhece Jules Barbey d'Aurevilly, Joris-Karl Huysmans, François Coppe, Léon Bloy, Laurent Tailhade ...
Em 1884, começou a colaborar com o Courrier Français, tendo publicado uma série de retratos, incluindo um de Rachilde que marca o início da amizade entre os dois autores. No ano seguinte, publicou um novo livro de poemas, Modernités,  e seu primeiro romance, Les Lépillier,  que escandalizou sua cidade natal de Fécamp. Conheceu Edmond de Goncourt com quem manterá amizade até a morte deste último, em 1896.
Lorrain criou o seu próprio personagem, boémio e pervertido, com uma determinação deliberada de causar escândalo. Exibe ruidosamente, alcunhando-se de o "Enfilanthrope", a sua homossexualidade e a sua atração por lutadores de feira, não hesitando em aparecer no baile de Quat'Z'Arts com uma camisa cor-de-rosa e as calças de pele de leopardo de um lutador de Marselha, seu amigo. Quer ser visto como um esteta e um dandy, mas simultaneamente um explorador sonoro do vício e da vulgaridade, uma associação curiosa que resvalou muitas vezes no pior mau gosto e que lhe valeu o desprezo arrogante de Robert de Montesquiou, a quem Lorrain, por seu lado, transformou alegremente em bode expiatório por ser pretensioso em relação a elegância e castidade. "Lorrain", escreveu Léon Daudet nas suas Memórias: tinha uma cabeça grande e gordinha como a de cabeleireiro cruel, o seu cabelo separado por risca perfumada com patchouli, olhos globulares, admirados e ávidos, lábios grandes, que se babavam e escorriam durante o seu discurso. O seu peito era inchado como a quilha de alguns abutres. Alimentava-se avidamente de calúnias e imundície".
O seu pai morreu em 1886. Conheceu Sarah Bernhardt, para quem escreveu algumas peças de teatro, e publicou o seu segundo romance, Trés Russe, que provocou um duelo com o seu odiado colega de infância, Guy de Maupassant, que se achou retratado no personagem de Beaufrilan.
Publicou artigos em La Vie Moderne e começou a colaborar com L'Évènement  (1887) e o L'Echo de Paris,  em 1888.
Em 1891, a sua coleção de contos Sonyeuse será o seu primeiro best-seller. Em 1892, fez uma viagem por Espanha e pela Argélia. A sua mãe foi morar com ele em Auteuil e permanecerá com ele até à sua morte. No ano seguinte, conheceu Yvette Guilbert, para quem compôs algumas canções, embora ela se mantenha remota. O Dr. Pozzi volta a operar-lhe úlceras no intestino, resultantes da absorção de éter.

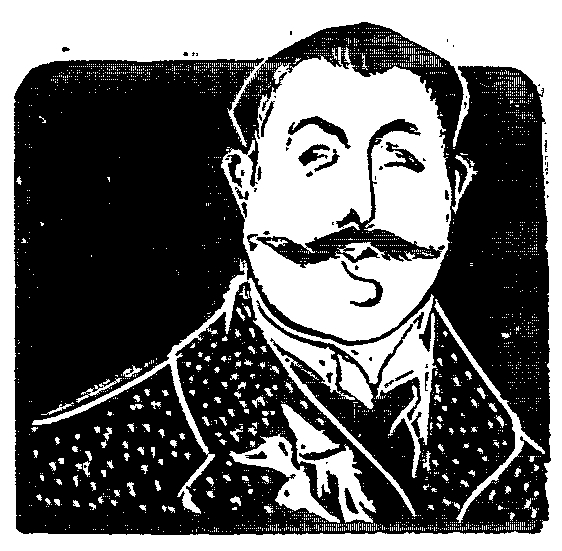
Retrato de Jean Lorrain por Maurice Delcourt

Em 1894, conheceu Liane de Pougy, a quem ajudará a subir à primeira linha da elegância. A partir de 1895, colaborou com o Journal, onde publicou as suas crónicas "Semana Pall Mall", tornando-se um dos cronistas mais bem pagos de Paris. As suas crónicas são vitriólicas são tão apreciadas quanto temidas. Em 1896, faz parte da primeira lista de membros da Academia Goncourt.
Em 1897, a crítica saúda o seu romance O Senhor de Bougrelon como uma obra-prima. Em 6 de fevereiro, bateu-se em duelo com Marcel Proust, em Meudon, depois de uma crítica violenta que fez ao livro de Proust, Plaisirs et les Jours. Ambos disparam uma bala sem atingirem o alvo. No mesmo ano, duela René Maizeroy. Faz, em 1898, a sua primeira viagem a Veneza, onde retorna em 1901 e 1904. Em 1900, Jean Lorrain muda-se para a  Riviera Francesa e em 1901 publica a sua obra-prima, Monsieur de Phocas.
Em 1903, viu-se implicado no caso dosballets roses e no caso Greuling por ser próximo dos acusados. Em ambos os casos, a sua obra é acusada, à margem do julgamento, de degradação da moralidade e incitamento ao crime. Em 1904, para conseguir pagar a multa pesada a que foi condenado após ter perdido o processo judicial contra Jeanne Jacquemin, publicou La Maison Philibert.
A sua saúde deteriorou-se, por abuso de drogas — sobretudo o éter — e devido à sífilis. Tenta curas de montanha e termais em Peira-Cava, Le Boréon e Châtel-Guyon. Morreu a 30 de junho de 1906 devido a uma peritonite causada por uma tentativa de administração de um enema, com a idade de 50 anos, na clínica do Dr. Samuel Pozzi Predefinição:Refnec. Foi sepultado em 4 de Julho em Fécamp.

### Residências
- 1880 - 1885: Montmartre (vários apartamentos)
- 1885 - 1887: 20 boulevard de Clichy (18×10{{{1}}} bairro)
- 1887: 8 rue de Courty (VII bairro) (apartamento descrito em Contes d'un buveur d'éther)
- 1900 - 1906: Nice villa Bounin
- 1906: Nice, Place Cassini

## Obras

### Poesias
- Le Sang des dieux  (1882)
- La Forêt bleue  (1882)
- Modernités  (1885)
- Les Griseries  (1887)
- L'Ombre ardente  (1897) texto online

### Romances
- Le Lépillier  (1885 e 1908) texto online
- Très russe  (1886)
- Un démoniaque  (1895)
- Monsieur de Bougrelon  (1897)
- La Dame turque  (1898)
- Monsieur de Phocas  (1901) texto online
- Le Vice errant  (1901) texto online
- La Maison Philibert  (1904), adaptado por José Bérys, Georges Nore Brunel e Normandia e levado à cena no Moulin de la Chanson, em Paris, em fevereiro de 1932.
- Madame Monpalou  (1906)
- Ellen  (1906)
- Le Tétreau Bosc  (1906), Le Livre Modern Illustré n º 354 (1941)
- L'Aryenne  (1907) texto online
- Maison pour dames  (1908) texto online
- Hélie, garçon d'hôtel  (1908) texto online

### Novelas e contos
- Sonyeuse  (1891) texto online ; reedição Séguier "Bibliothèque Décadente ", 1993 ISBN 2-84049-001-3 apresentação, por Jean de Palacio
- Buveurs d'âmes  (1893)
- La Princesse sous verre  (1896)
- Âmes d'automne  (1897)
- Loreley  (1897)
- Contes pour lire à la chandelle  (1897)
- Ma petite ville  (1898)
- Princesses d'Italie  (1898)
- Histoires de masques  (1900) texto online
- Princesses d'ivoire et d'ivresse  (1902); reedição Séguier "Bibliothèque Décadente", 1993 ISBN 2-84049-002-1 apresentação por Jean de Palacio
- Vingt femmes  (1903)
- Quelques hommes  (1903)
- La Mandragore  (1903) texto online
- Fards et poisons  (1904) texto online
- Propos d'âmes simples  (1904)
- L'École des vieilles femmes  (1905)
- Le Crime des riches  (1906) texto online
- Narkiss  (1909)
- Les Pelléastres  (1910)

### Teatro
- Viviane , conto em 1 ato (1885) texto online
- Très russe , peça em 3 atos, com Oscar Méténier, Paris, Théâtre d'Application (La Bodinière), 3 de maio de1893
- Yanthis , comédia em 4 atos, em verso (1894) texto online
- Prométhée , com André-Ferdinand Hérold (1900)
- Neigilde  (1902)
- Clair de lune , drama em um ato e duas cenas, com Fabrice Delphi, Paris, Concert de l'Époque, 17 de dezembro de 1903
- Deux heures du matin, quartier Marbeuf , com Gustave Coquiot (1904)
- 1904 : Sainte-Roulette  de Jean Lorrain e Gustave Coquiot, Théâtre des Bouffes du Nord
- Hôtel de l'Ouest, chambre 22 , com Gustave Coquiot (1905)
- Brocéliandre, Yanthis, La Mandragore, Ennoïa  (1906)

### Crônicas e narrativas de viagens
- Dans l'oratoire  (1888)
- La Petite Classe  (1895)
- Sensations et souvenirs  (1895) texto online
- Une femme par jour  (1896) texto online
- Poussières de Paris  (1896-1902) texto online
- Madame Baringhel  (1899)
- Heures d'Afrique  (1899) texto online
- Heures de Corse  (1905) texto online
- La Ville empoisonnée  (1930)
- Femmes de 1900  (1932)
- Voyages , (2009), Les Promeneurs solitaires, prefácio de Sébastien Paré.

## Artigos
- Sébastien Paré, « Les avatars du Littéraire chez Jean Lorrain »,  Loxias,  Loxias 18,  acedido a 15 de setembro de 2007, URL: https://web.archive.org/web/20130705085504/http://revel.unice.fr/loxias/document.html?id=1924
- Hermeline Pernoud, « Le personnage de la fée Viviane dans les œuvres de Jean Lorrain » (Les figures féeriques du cycle arthurien dans les poèmes de Jean Lorrain), comunicação de 26 de junho de 2012 ao seminário « Jeunes Chercheurs » da Universidade Sorbonne Nouvelle. Audio artigo no site do CRP19 (Centre de Recherche sur les poétiques du dix-neuvième siècle) : http://crp19.org/article/seminaire-jeunes-chercheurs.1
- Morgane Leray, Mirages barbaresques : l'impossible exil dans Heures d'Afrique , de Jean Lorrain, em Revue des jeunes chercheurs en Lettres  (R.J.C.L .), n°2, sld Morgane Leray, préf. François MOUREAU, 2007 : http://pagesperso-orange.fr/rjcl/deuxiemenumero.html
- Morgane Leray, "Des jardins originels aux parcs fin-de-siècle : exemple de mythographie décadentiste", Eidôlon, n°74, décembre 2006, p. 255-266, atas do simpósio internacional, organizado por LAPRIL em Bordéus, de 12 a 14 de janeiro de 2006 sobre Les Mythologies des jardins (consultável em Google Books).
- Morgane Leray, « Orphée fin-de-siècle : un chant du signe ? "(Lorrain, Redon, Moreau), Simpósio Internacional de Orphée entre sol e sombra, organizado em 16 e 17 de novembro de 2007, no Instituto Católico de Toulouse, Inter-lignes, Edição Especial, março de 2008, p. 125-136.
- Morgane Leray, « Traversées du miroir vénitien. Voyages à Venise et psyché fin-de-siècle chez Jean Lorrain et Maurice Barrès », X simpósio internacional bilingue Borders and Crossings, 16-19 de julho de 2008, Melbourne, Austrália, em Nottingham French Studies, vol 51, no 1, primavera de 2012.
- Morgane Leray, « Gemmes de sang et fleurs de péché : la sublimation à la renverse dans l’œuvre de Jean Lorrain », Simpósio La Souillure organizado por LAPRIL, Bordéus, março de 2009 (para publicação).
- Morgane Leray, « Scénographie de la fin, thanatologie de la littérature » (sur Jean Lorrain), 41ª Convenção do NeMLA, mesa redonda sobre La Mise en scène de la mort dans la littérature des XIXe et XXe siècles, de 7 a 11 de abril de 2010, Montréal.
- Morgane Leray, « Promenons-nous dans les bois, voir si la louve n’y est pas : érotisme et féminité de la forêt fin-de-siècle » (Jean Lorrain et Catulle Mendès), simpósio sobre La Forêt romantique, 3, 4, 5 de junho de 2010, domaine du Maine-Giraud, organizado por LAPRIL, Université Bordeaux III (para publicação).
- Morgane Leray, « L’Apparition du masque : la révélation du néant. Pour une lecture apocalyptique du fantastique de Jean Lorrain », simpósio Apparitions fantastiques, CERLI, 24-26 de novembro de 2011, Angers.